# Krivánsky potok
Krivánsky potok je přírodní památka v katastrálních územích obcí Mýtna a Píla v okrese Lučenec a Podkriváň v okrese Detva v Banskobystrickém kraji na Slovensku. Území bylo vyhlášeno v roce 1999 a jeho rozloha je 10,23 hektaru. Předmětem ochrany je 2,65 kilometru dlouhý úsek horního toku Krivánského potoka s pobřežní vegetací a výskytem pérovníku pštrosího (Matteuccia struthiopteris), kyčelnice žláznaté (Dentaria glandulosa) a pomněnky bahenní (Myosotis palustris).